# Alyssomyia brevicornis
Alyssomyia brevicornis là một loài ruồi trong họ Asilidae. Alyssomyia brevicornis được Philippi miêu tả năm 1865.